# Fungia distorta
Fungia distorta är en korallart som beskrevs av Jean-Louis Hardouin Michelin 1842. Fungia distorta ingår i släktet Fungia och familjen Fungiidae. IUCN kategoriserar arten globalt som livskraftig. Inga underarter finns listade i Catalogue of Life.